# رأس تل براك

يعد «رأس تل براك» منحوتة هامة من عصر فجر التاريخ في الشرق الأوسط و قد تم العثور عليه في الموقع القديم تل براك في سوريا. و قد كان جزءاً من مجموعة المتحف البريطاني منذ عام 1939.
يعيد علماء الآثار تاريخه إلى ما قبل عام 3300 قبل الميلاد، ويعتبر واحداً من أقدم التماثيل النصفية للصور من الشرق الأوسط.

## اكتشافه
تم اكتشاف التمثال خلال الحفريات التي أُجريت في أواخر الثلاثينات من القرن الماضي والتي قام بها عالم الآثار البريطاني البارز السير ماكس مالوان في تل براك ، شمال شرق سوريا . و تم العثور عليه في ما يسمى معبد العين ، حيث تراكم عدد كبير من العروض للآلهة مع مرور الوقت . تم تشييد المعبد ، الذي بني حول 3500- 3300 قبل الميلاد ، لمئات التماثيل الصغيرة للعين المرمرية ، والتي تم دمجها في الهاون الذي تم بناء المعبد من الطوب و الطين فيه . تم سرقة الكثير من الأوثان الأكثر أهمية في العصور القديمة ، ولكن تم الكشف عن هذا الرأس الحجري داخل نفق تحت بقايا المعابد السابقة ، التي كان يستخدمها اللصوص في العصور القديمة.